# Закон про зброю в Чехії

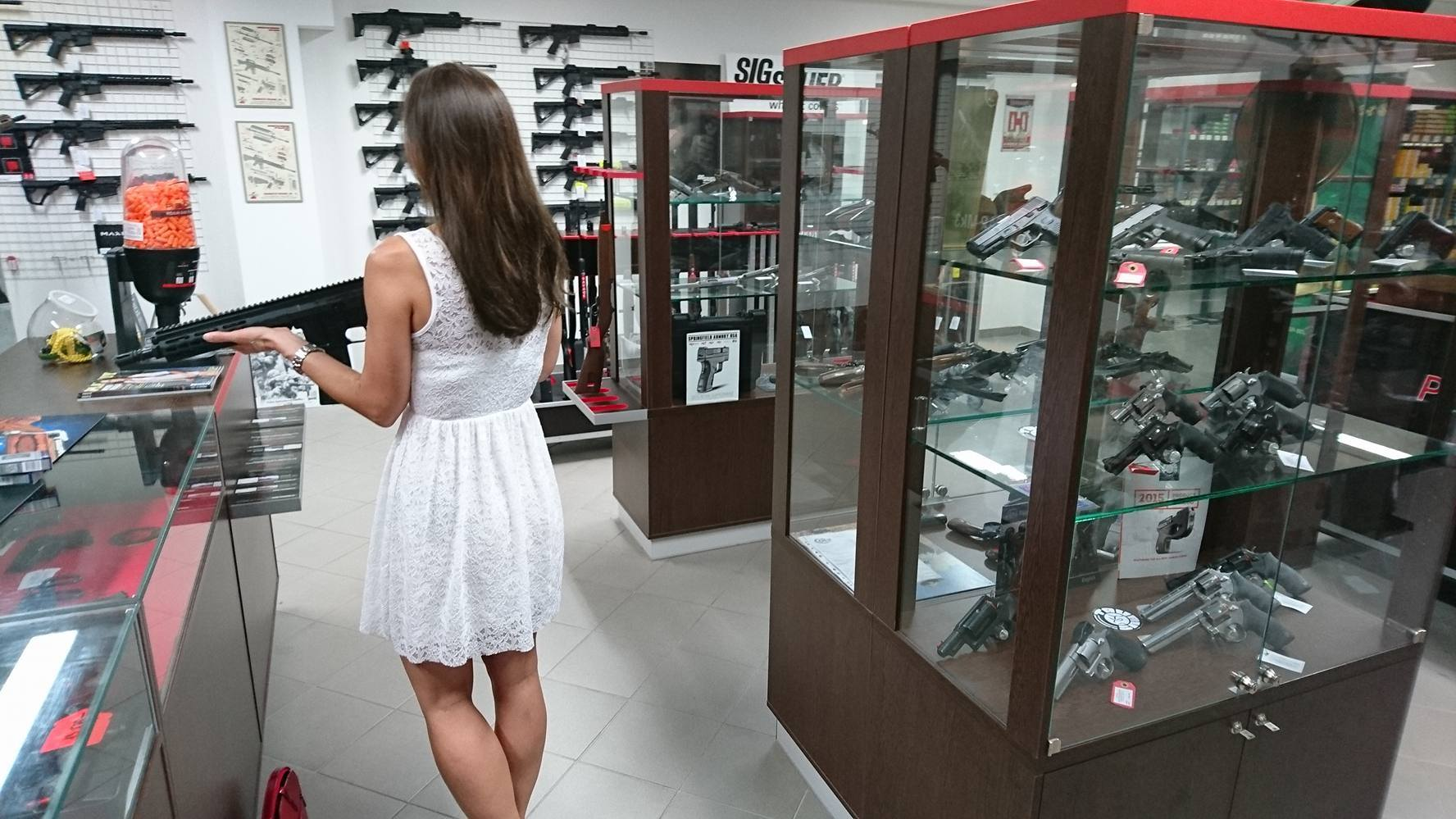
Збройовий магазин у Празі, ⁣ де представлено типовий вибір найпопулярніших видів вогнепальної зброї

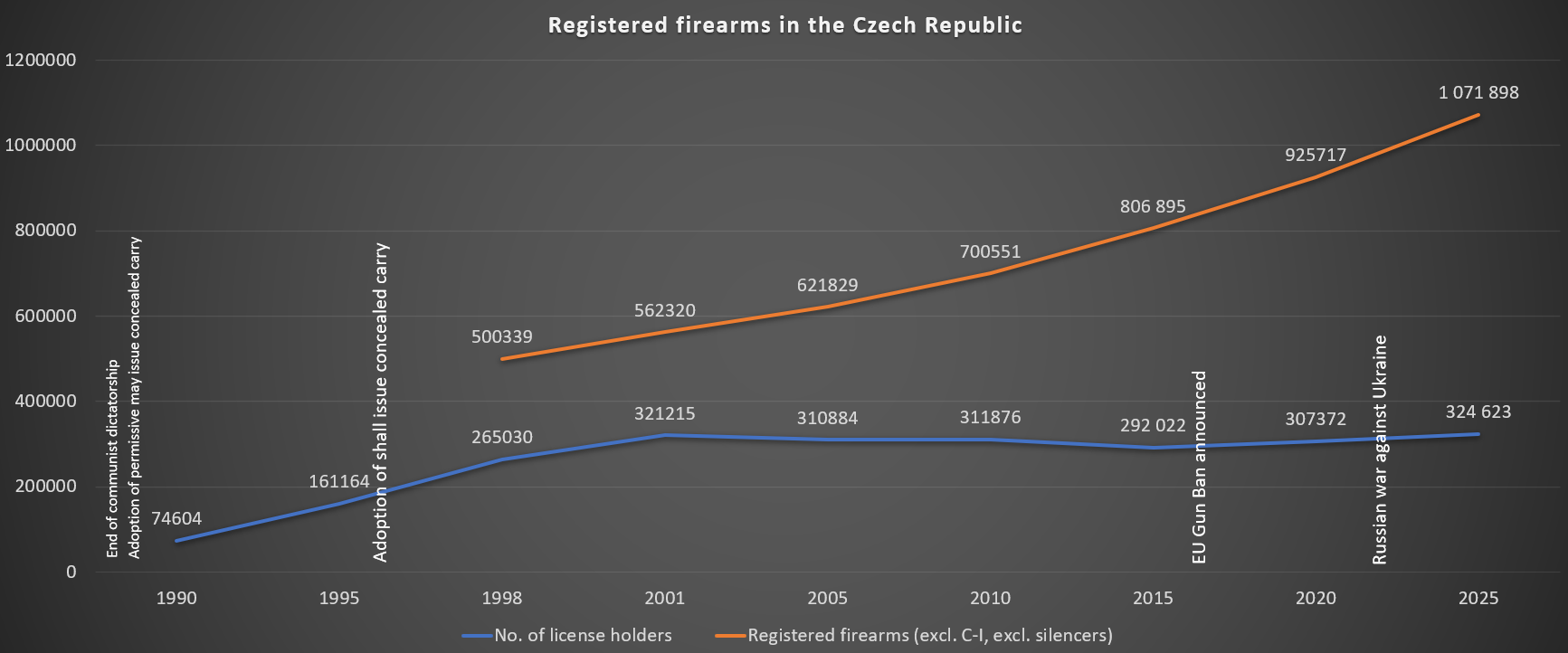
Загальна кількість власників ліцензій на зброю та зареєстрованої вогнепальної зброї в Чехії після падіння комунізму

Закон про зброю в Чехії відповідає Європейській директиві про вогнепальну зброю. Правова доступність порівнянна з тими країнами ЄС, які вважають вогнепальну зброю насамперед інструментом індивідуальної або колективної безпеки (наприклад, Швейцарія, Австрія, Польща, країни Балтії, Фінляндія), а не лише спортивним інструментом (див. «Законодавство про зброю в Європейському Союзі»).
Право на зберігання та носіння зброї вважається атрибутом свободи в країні. Це прямо визнано в першій статті Закону «Про вогнепальну зброю». На конституційному рівні Хартія основних прав і свобод захищає «право захищати своє життя або життя іншої людини також і зі зброєю в умовах, передбачених законом».
Вогнепальна зброя доступна кожному резиденту за умови отримання за умови отримання ліцензії на вогнепальну зброю. Дозвіл на володіння зброєю можна отримати так само як і водійське посвідчення: склавши іспит на знання, пройшовши медичний огляд і не маючи судимостей. Іспит проходить тільки чеською мовою. На відміну від більшості інших європейських країн, чеське законодавство про вогнепальну зброю також дозволяє громадянам носити зброю приховано для самозахисту; 260 027 з 316 859 власників ліцензій на зброю мають ліцензію на приховане носіння (31 грудня 2023 року). Найпоширенішою причиною володіння вогнепальною зброєю для чеських власників зброї є захист, рідше - полювання та спортивна стрільба. Крім того, громадяни можуть приєднатися до схвалених урядом курсів поглибленої стрілецької підготовки зі зброєю, що перебуває у їхньому приватному володінні, а також вступити до спеціальних підрозділів, що діють за принципом поліції, і стати їхніми членами.
Початок історії володіння вогнепальною зброєю в Чехії датується 1421 роком, коли гусити вперше застосували вогнепальну зброю як основну зброю (див. Історія володіння вогнепальною зброєю в Чехії). Вогнепальна зброя стала незамінним інструментом для повстанців, що складалося переважно з простолюдинів, у війні за релігійну свободу і політичну незалежність. Володіння вогнепальною зброєю стало звичним явищем під час і після гуситських воєн. Загальне право на володіння зброєю для «всіх людей будь-якого стану» було офіційно підтверджено в Угоді Святого Вацлава 1517 року. Протягом своєї 600-річної історії чеське законодавство про вогнепальну зброю залишалося вільним, за винятком періодів німецької нацистської окупації та комуністичного режиму.
Англійський термін pistol походить з чеської мови 15-го століття. Маріанська скала в Усті-над-Лабем - найстаріший постійно відкритий стрілецький тир Європи, заснований у 1617 році.

## Історія

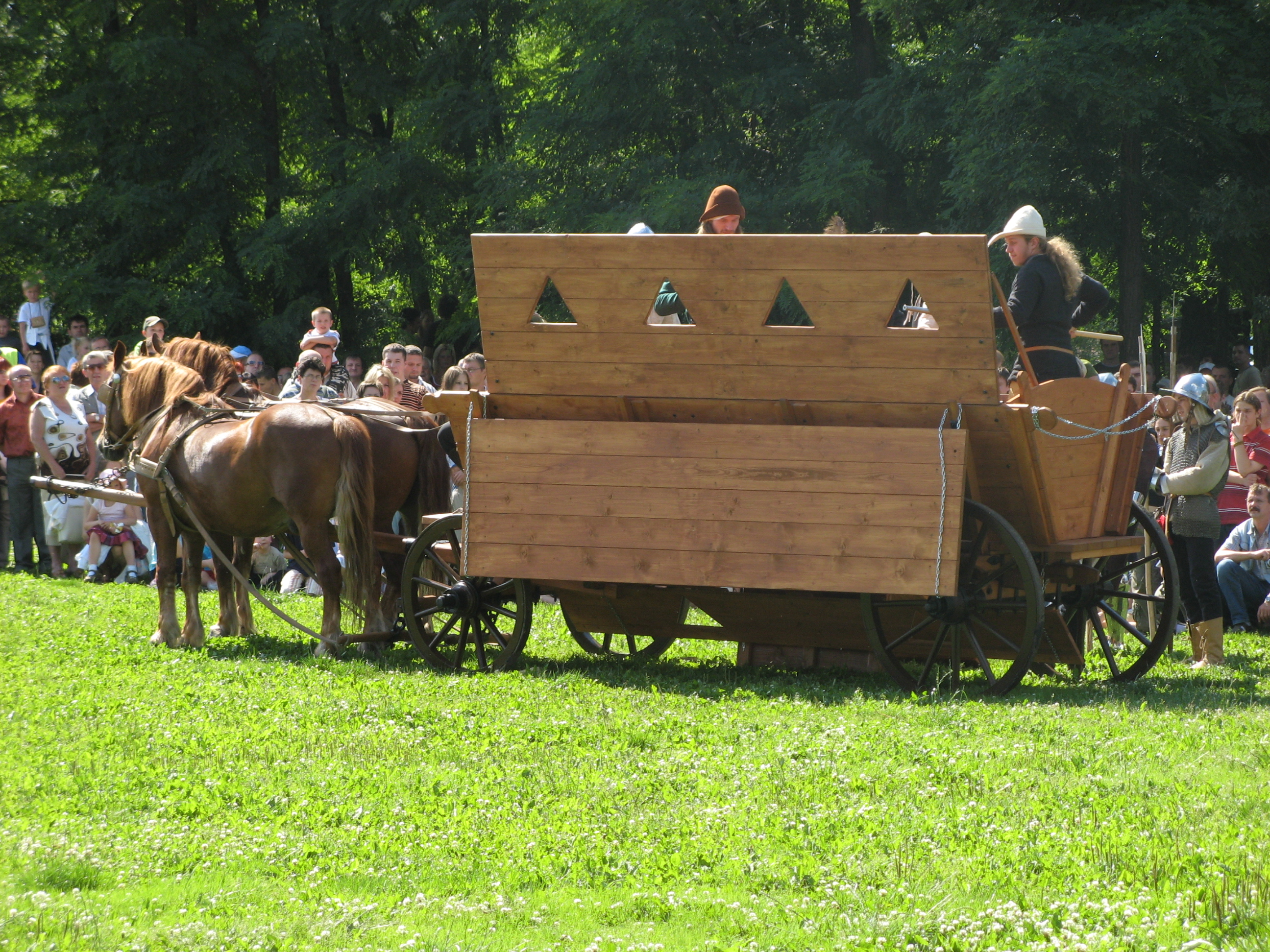
Копія гуситської бойової повозки 1420-х років з амбразурами для вогнепальної зброї

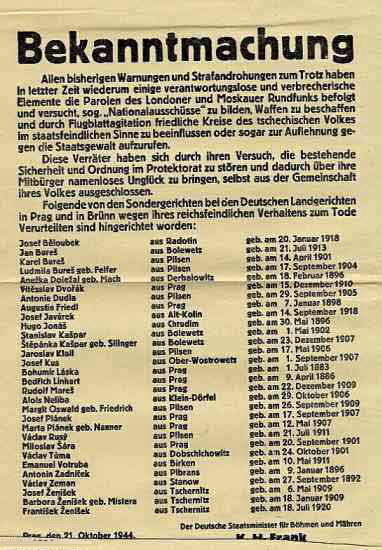
Список чехів, страчених 21 жовтня 1944 року німецькою окупаційною владою за розповсюдження антинацистської пропаганди, створення організацій і зберігання вогнепальної зброї

Історія володіння вогнепальною зброєю в Чехії налічує понад 600 років, коли місцеве повстанське військо стало першою силою, чия військова стратегія і тактика залежала від масового використання вогнепальної зброї в бойових діях під час гуситських воєн 1419-1434 років.
У 1419 році розпочалося повстання гуситів проти католицької церкви та Сигізмунда, імператора Священної Римської імперії. Подальші гуситські війни за релігійну свободу і політичну незалежність являли собою зіткнення між професійними арміями хрестоносців з усієї Європи, що покладалися переважно на стандартну середньовічну тактику і холодну зброю, і чеськими збройними формуваннями, що складалися переважно з простолюдинів, які покладалися на використання вогнепальної зброї. Спочатку вогнепальна зброя слугувала допоміжною зброєю, але поступово стала незамінною для гуситських армій.
1421 рік знаменує собою символічний початок володіння вогнепальною зброєю в Чехії завдяки двом подіям: введенню в дію формального обов'язку всіх жителів підкорятися заклику тимчасового обраного уряду до зброї для захисту країни та першій битві, в якій гуситсько-таборитські формування застосували вогнепальну зброю як основну зброю нападу.
Загальне право на носіння зброї було закріплено у Вацлавській угоді 1517 року. У 1524 році було прийнято Постанову про вогнепальну зброю, яка встановлювала правила та дозволи на носіння зброї. Законодавство про вогнепальну зброю залишалося вільним до німецької окупації 1939-1945 років. Період комуністичної диктатури 1948-1989 років ознаменувався ще одним періодом суворих обмежень на носіння зброї.
Ліберальне законодавство про вогнепальну зброю повернулося в 1990-х роках після падіння комуністичного режиму. Сьогодні «право на придбання, зберігання і носіння зброї» чітко визнається в першій статті Закону про вогнепальну зброю. На конституційному рівні Хартія основних прав і свобод включає «право захищати своє життя і життя іншої людини, в тому числі і зі зброєю в руках».

## Стаття 6(4) Хартії основних прав і свобод
Чеська хартія основних прав і свобод, стаття 6(4), стверджує, що «право захищати своє життя або життя іншої особи, в тому числі зі зброєю, гарантується за умов, визначених законом»
ЗМІ охрестили це положення «другою поправкою Чехії» як у зв'язку із захистом права на зберігання та носіння зброї в Конституції США, так і через те, що до ухвалення цього положення в чеську Хартію основних прав і свобод лише один раз вносилися поправки з моменту її прийняття в 1992 році.
Це положення тлумачиться як таке, що гарантує легальну доступність зброї у спосіб, який має забезпечити можливість ефективного самозахисту, а також як конституційне положення, яке підкреслює право особи бути готовим до можливого нападу зі зброєю, тобто суди не можуть робити негативний висновок з того факту, що особа, яка захищається, готувалася до запобігання можливого нападу із застосуванням зброї.

## Закон про вогнепальну зброю 2002 року
Закон про зброю в Чехії Стаття 1 Підрозділ 1
Основні засади чинного чеського збройового законодавства залишаються незмінними з 1990-х років: чітко визначені вимоги, яким має відповідати заявник для отримання ліцензії на зброю. Після того, як особа отримує необхідну ліцензію, закон є відносно ліберальним як щодо типу вогнепальної зброї, яка стає легально доступною, так і щодо можливості її прихованого носіння для особистого захисту. Водночас база даних власників зброї органу, який видав ліцензію (поліції), зв'язана з іншими базами, які використовують при перевірці, й сигналізує про будь-які інциденти, які можуть призвести до втрати ліцензійних вимог. Аналогічно, для періодичного поновлення ліцензії (кожні десять років) необхідний медичний висновок лікаря загальної практики.
Відповідно до Закону № 119/2002 Sb.  кожен громадянин, який відповідає умовам закону, має право на отримання ліцензії на вогнепальну зброю, а потім може придбати її. Власники ліцензій D (здійснення професійної діяльності) та E (самозахист), які також видаються, можуть носити до двох одиниць прихованої вогнепальної зброї для самозахисту.
| Тип ліцензії                          | Мінімальний вік                                                                                | Обмеження на боєприпаси                                                       | Примітка | No. (31 грудня 2023). |
| ------------------------------------- | ---------------------------------------------------------------------------------------------- | ----------------------------------------------------------------------------- | --- | --------------------- |
| A - Колекціонування                   | 21                                                                                             | 3 шт. або 1 найменша виробнича упаковка того ж типу, калібру та марки         | Єдиний тип ліцензії, за яким можна придбати вогнепальну зброю категорії А (з урахуванням винятку на право видачі). У разі володіння вогнепальною зброєю категорії А, власник ліцензії зобов'язаний дозволити співробітникам поліції доступ до місця її безпечного зберігання для перевірки                                                | 114,592               |
| B – Спорт                             | 18 15 для членів стрілецького клубу                                                            | Немає                                                                         | | 174,528               |
| C – Полювання                         | 18 16 для учнів шкіл з мисливською програмою                                                   | Немає                                                                         | | 120,320               |
| D – Здійснення професійної діяльності | 21 18 для учнів шкіл, які проводять навчання з вогнепальної зброї або виготовлення боєприпасів | Тільки боєприпаси до наявної вогнепальної зброї (кількість не обмежена).      | Не може володіти будь-якою вогнепальною зброєю (якщо тільки не має іншого виду ліцензії), може лише володіти та носити приховану вогнепальну зброю, що належить роботодавцю (будь-якої категорії). Відкрите носіння для співробітників муніципальної поліції, охорони Чеського національного банку під час виконання службових обов'язків | 69,625                |
| E – Захист життя, здоров'я та майна   | 21                                                                                             | Тільки боєприпаси для власної вогнепальної зброї (без обмежень за кількістю). | Приховане носіння (до 2 одиниць зброї, готових до негайного використання) | 260,277               |

### Типи ліцензій
Існує п'ять типів ліцензій на зброю; однак їх не слід плутати з категоріями для зброї:
- А – Колекція вогнепальної зброї
- B – Спортивна стрільба
- C – Полювання
- D – Виконання професії
- E – Самозахист

### Отримання ліцензії
Заявник подає заяву на отримання ліцензії на зброю до відповідного місцевого відділення Національної поліції. Якщо дотримані умови щодо віку, кваліфікації, стану здоров'я, несудимості та особистої надійності, а також сплачено збір у розмірі 700 крон (1 213 гривень) на кожен вид зброї, ліцензія видається протягом тридцяти днів. Ліцензію необхідно поновлювати кожні десять років (нема потреби складати кваліфікаційний іспит, якщо заяву подано щонайменше за два місяці до закінчення терміну дії попередньої ліцензії; довідка про стан здоров'я все ще необхідна).

#### Вік
Щоб отримати ліцензію типу В або С, заявник повинен бути не молодше 18 років. За особливих обставин заявнику може бути лише 15 років, якщо він є членом спортивного клубу, або 16 років, якщо його навчають мисливству в школах з відповідною програмою. Для отримання ліцензії типу A, D або E заявнику має виповнитися 21 рік.

#### Кваліфікація

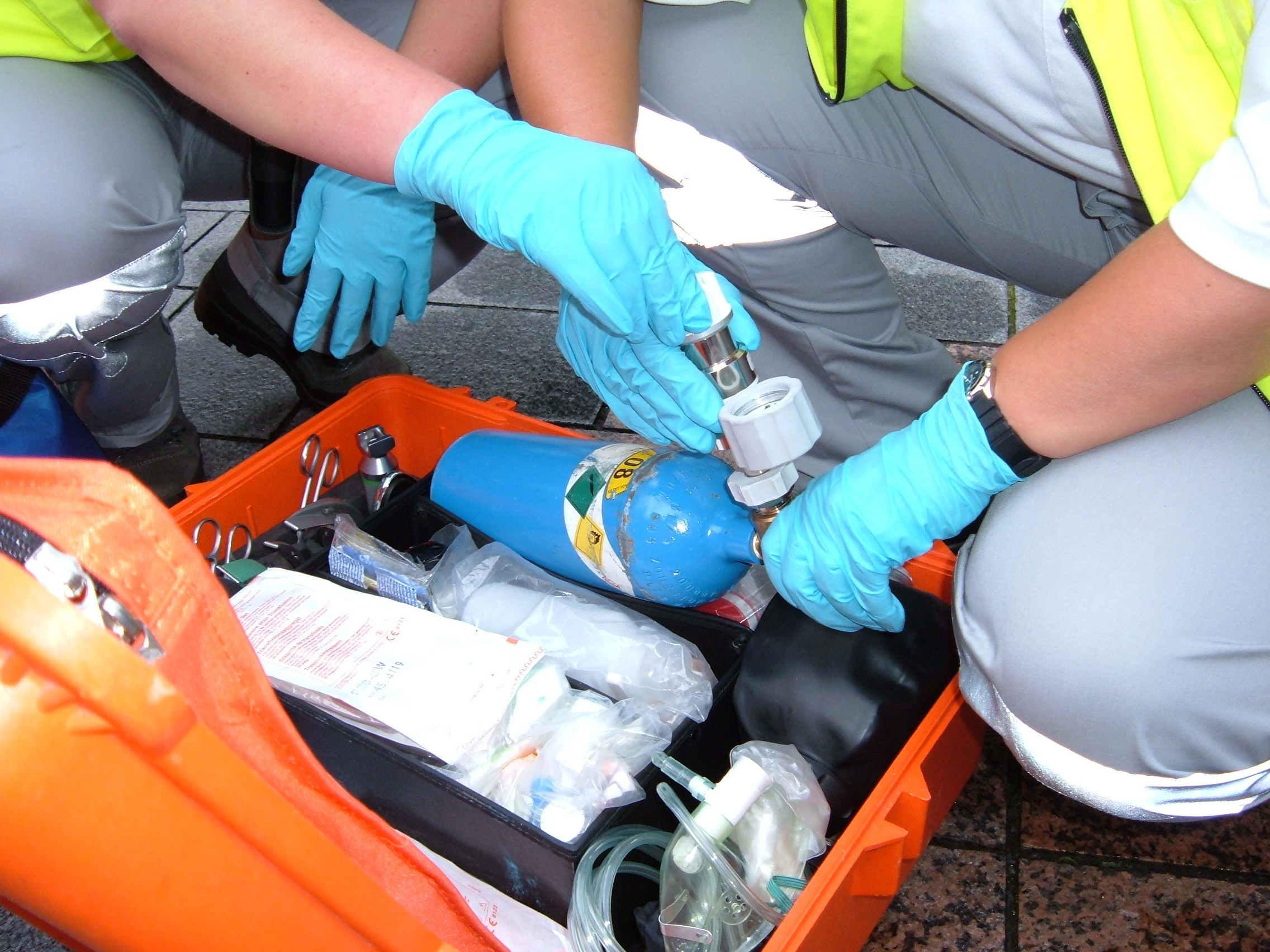
Окрім законодавства про зброю, теоретична частина іспиту також присвячена першій медичній допомозі.

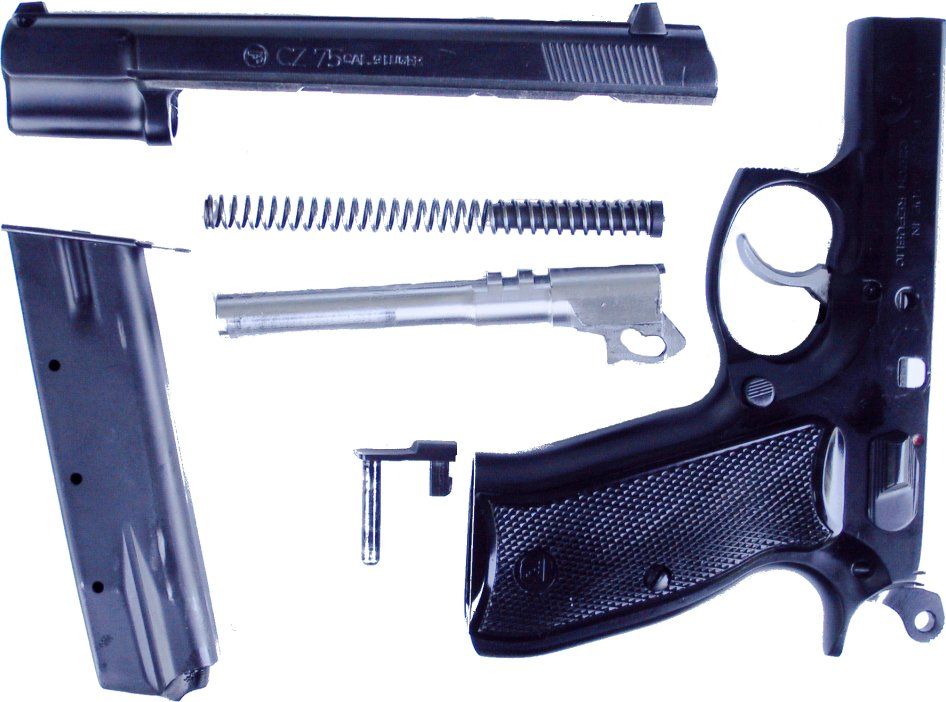
Практичний іспит зазвичай потрібні для демонстрації «безпечного поводження».

Для отримання ліцензії необхідно скласти теоретичний і практичний іспи
- Теоретичний іспит: Теоретичний іспит складається з письмового тесту з 30 питань з декількома варіантами відповідей (розроблений та розповсюджений Міністерством внутрішніх справ) з максимальною кількістю можливих 79 балів. Для успішного складання письмового іспиту необхідно набрати 67 балів для типу А, 71 бал для типу В або С і 74 бали для типу D або Е.[15][33] Тест стосується наступних питань:
  - знання законодавства про вогнепальну зброю[34]
  - знання законодавства, пов'язаного з законним використанням вогнепальної зброї (наприклад, для самозахисту)[35]
  - загальні знання про вогнепальну зброю та боєприпаси[36]
  - знання з першої допомоги[37]
- Практичний іспит
  - Безпечне поводження, що включають в себе[38]
    - перевірка, чи заряджена зброя (безпечне розряджання)[39]
    - Розбирання зброї для чистки (за необхідності)[40]
    - підготовка зброї та боєприпасів до стрільби, стрільба, порядок поводження зі зброєю у разі несправності, завершення стрільби.[41]

  - Дотик до спускового гачка, направлення прицілу в небезпечному напрямку або спроба зняти з бойового взводу заряджену зброю (використовується муляж патрона) призводить до того, що заявник не складає іспит. Залежно від типу ліцензії, заявників можуть попросити продемонструвати свою здатність безпечно поводитися з кількома видами вогнепальної зброї (як правило, пістолетом CZ 75 та/або CZ 82, затворною гвинтівкою CZ 452 та двоствольною рушницею).[42]
  - Іспит зі стрільби,[43] який вимагає певних балів, що залежать від типу ліцензії, на яку подається заявка:
    - Для ліцензії типу В це 25 м з гвинтівки по мішені (розміром з аркуш А4), при цьому 4 з 5 пострілів повинні влучити в мішень з гвинтівки (2 з п'яти для типу А). Використовується гвинтівка калібру .22 Long Rifle.[44] Альтернативно, заявник може стріляти з пістолета по пістолетній мішені 50/20 на 10 м.
    - Для отримання ліцензії типу С заявник повинен стріляти на 25 м з гвинтівки (так само, як і в категорії В), а також успішно влучити в мішень з рушниці з відстані 25 м, стріляючи з дробовика (зазвичай двостволки), 3 з 4 пострілів повинні влучити в мішень (хоча б частково).[45]
    - Для отримання ліцензії типу E заявник повинен успішно влучити в міжнародну мішень 50/20 (50 см х 50 см) з відстані 10 м (15 м для ліцензії типу D), стріляючи з пістолета, 4 з 5 пострілів повинні влучити в аркуш.[46]

  - У кожному з наведених вище випадків фактичний результат не має значення; снаряди просто повинні влучити в мішень в межах кіл.[47] Також у кожному випадку заявник має право на 3 пробних постріли для ознайомлення з конкретною зброєю, що використовується для тестування. Винятком є рушниця, де дозволяється зробити лише один пробний постріл.[48]

Особа може отримати будь-яку комбінацію типів одразу, але повинна повідомити про свій вибір до початку іспиту і набрати найвищий бал. Зазвичай люди отримують типи E і B, оскільки ці два типи забезпечують найкращу універсальність (можна володіти майже будь-якою вогнепальною зброєю і носити її в прихованому вигляді). Тип D вимагається законом для співробітників муніципальної поліції (співробітники державної поліції не потребують ліцензії на вогнепальну зброю під час виконання службових обов'язків) і сам по собі не дозволяє приватне володіння зброєю (якщо тільки особа не отримає принаймні ще один додатковий тип ліцензії).

#### Довідка про стан здоров'я
Заявник (власник ліцензії) повинен бути визнаний лікарем загальної практики придатним для володіння, носіння та використання вогнепальної зброї. Перевірка стану здоров'я включає вивчення анамнезу (тобто історії хвороби) заявника та повне фізичне обстеження (включаючи перевірку зору, слуху, рівноваги). Лікар може призначити огляд у спеціаліста, якщо він вважає за необхідне виключити захворювання або вади, зазначені у відповідному державному нормативно-правовому акті. Медичний огляд у спеціаліста є обов'язковим у разі наявності захворювань та вад, які обмежують здатність керувати автомобілем.
Постанова Уряду № 493/2002 Sb. поділяє перелічені захворювання та вади на чотири групи, що охоплюють різні питання від психологічних та психіатричних до зору та слуху (наприклад, заявник повинен бути в змозі чути звичайну мову на відстані 6 метрів, щоб отримати дозвіл на отримання ліцензії типу Е). Загалом, регулювання є більш ліберальним, коли мова йде про ліцензії типу А і В, і більш суворим щодо інших типів, перераховуючи, які хвороби та вади можуть обмежити або повністю унеможливити позитивний допуск лікаря загальної практики. Результатом медичного огляду може бути або повний допуск, або відмова, або умовний допуск, який містить перелік обов'язкових медичних аксесуарів (окуляри, слуховий апарат тощо) або встановлює обов'язковий супровід зі зброєю (наприклад, B - спортивні стрільці з незначними психологічними проблемами, або ті, хто вилікувався від шкідливих звичок більш ніж за три роки до проходження медичного огляду).

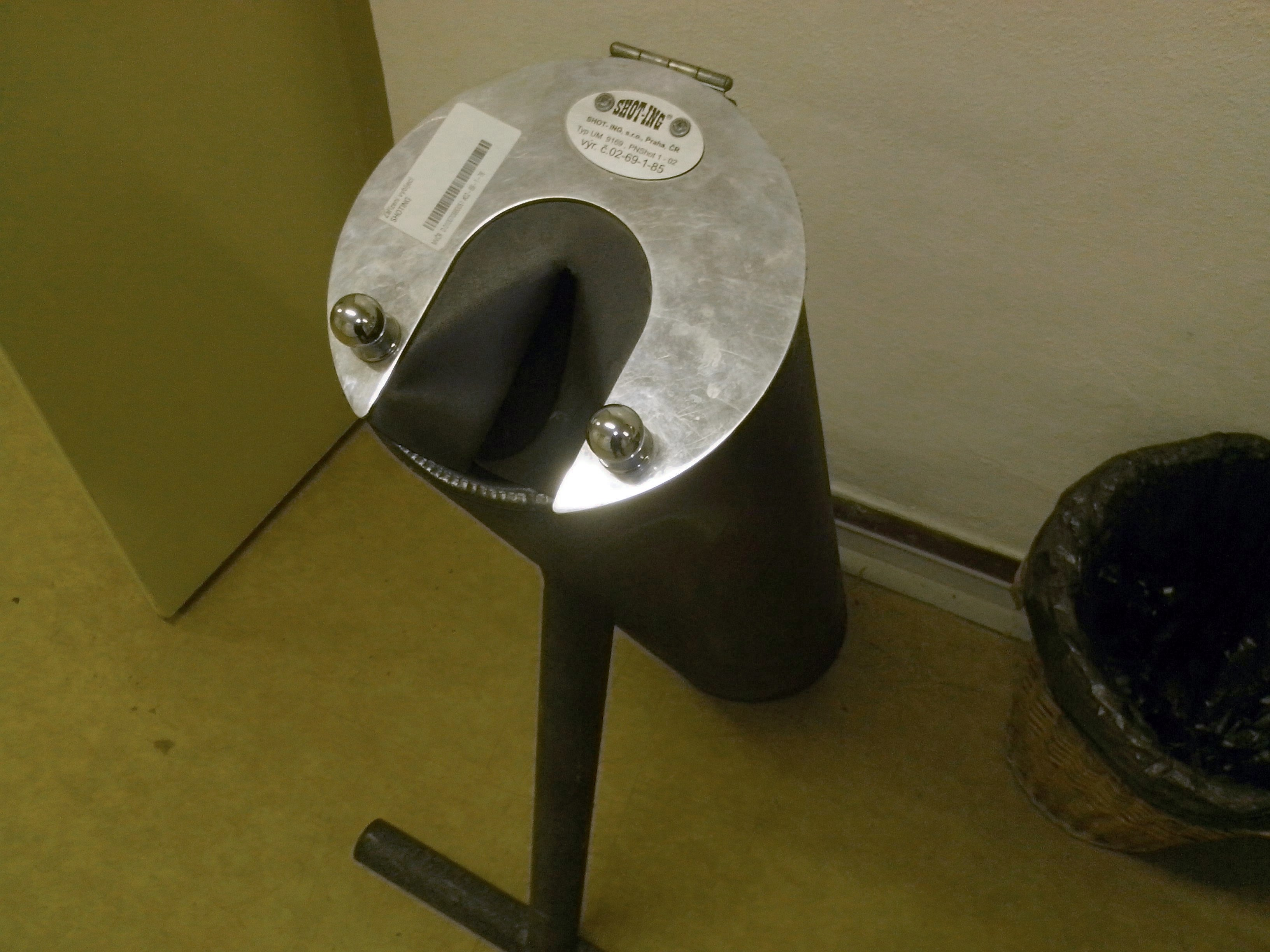
Кошик для холостого пострілу для цивільних у поліцейській дільниці в Карвіні, Чехія. Після розряджання людина направляє зброю в кошик і стріляє. Кошик сконструйований так, щоб надійно утримувати випущену кулю, якщо власник помилково залишить бойовий патрон у патроннику.

#### Кримінальна доброчесність
Закон визначає період часу, який повинен пройти після звільнення особи з в'язниці за відбування покарання за певні категорії злочинів. Колишні ув'язнені, які були засуджені за такі злочини, як створення загрози для суспільства, участь в організованій злочинній групі або вбивство, якщо їм було призначено покарання понад 12 років позбавлення волі, можуть ніколи не виконати цю умову. У Чехії існує центральний реєстр кримінальних правопорушень. Перевірка кримінальної доброчесності здійснюється незалежно від можливого вилучення записів для інших цілей.
- Після умовного звільнення судимість погашається після закінчення іспитового строку або через 3 роки в особливих випадках
- Після відбуття покарання меншого ніж 2 років або засудження до іншого виду покарання, ніж позбавлення волі, судимість погашається через 5 років
- Після засудження на строк від 2 до 5 років судимість погашається через 10 років
- Після засудження на строк від 5 до 12 років судимість погашається через 20 років
- Після засудження на термін понад 12 років (за певні злочини, такі як вбивство, державна зрада тощо) судимість не погашається ніколи.

Умовне звільнення не враховується, тільки основний вирок.
Поліція може вилучити ліцензію на зброю та саму зброю, якщо власник звинувачується в умисному злочині або необережному скоєні злочину, пов'язаному з порушенням обов'язків щодо зберігання, носіння або використання вогнепальної зброї чи боєприпасів.

#### Особиста благонадійність
Особа, яка зловживає алкоголем або вживає наркотики, а також неодноразово була визнана винною у вчиненні правопорушень (наприклад, пов'язаних з вогнепальною зброєю, водінням у нетверезому стані, порушенням громадського порядку тощо) протягом попередніх трьох років, вважається неблагонадійною для отримання ліцензії на зброю 
Людина може втратити надійність:
- Вчинення злочину і згода на умовне зняття обвинувачень до закінчення іспитового терміну.
- Надмірне вживання алкоголю або вживання наркотиків.
- Вчинення кількох проступків у певних галузях законодавства (про вогнепальну зброю, вибухові речовини, водіння в нетверезому стані, громадський порядок, власність та незаконне полювання/риболовлю) протягом трьох років. Інші види правопорушень не враховуються при визначенні критеріїв особистої благонадійності.

Поліція може видати наказ про тимчасове вилучення ліцензії на зброю та зброї у випадку, якщо проти власника порушено адміністративне провадження за вчинення певних проступків (наприклад, носіння зброї у стані алкогольного сп'яніння, відмова від проходження тесту на стан сп'яніння зі зброєю, стрільба за межами дозволеного полігону, крім випадків самооборони).

#### Отримання ліцензії іноземцем
Закон розрізняє іноземців залежно від країни їхнього походження. Для деяких іноземців, як і для громадян Чехії, ліцензія видається в обов'язковому порядку(shall-issue), в той час, як для інших вона може бути видана за умови виняткового рішення о наданні(may-issue)
Shall-issue
- Іноземці з країн ЄС, Європейської економічної зони та Швейцарії (у разі отримання ними тимчасового або постійного проживання, а також члени їхніх сімей).
- Іноземці з країн НАТО.
- Іноземці, які отримали постійне проживання в Чехії, довгострокове проживання в ЄС або довгострокове проживання в іншій країні ЄС та довгострокове проживання в Чехії (а також члени їхніх сімей, якщо їм було надано довгострокове проживання).
- Особи, які отримали міжнародний притулок у Чехії.

May-issue
- Інші іноземці (без права подання апеляції на рішення відповідного поліцейського департаменту про відмову у видачі дозволу).

Резиденти, які народилися за кордоном, мають рівні права з точки зору чеського законодавства , але необхідно надати докази відсутності судимості в країні походження; особи, які проживають також в іншій країні ЄС, повинні надати документи, що підтверджують, що їм дозволено володіти вогнепальною зброєю в цій країні. Всі документи, за винятком документів на словацькій мові, повинні бути перекладені на чеську мову присяжним перекладачем.
Іноземці, які мають зареєстроване місце проживання в Чехії, можуть придбати вогнепальну зброю після отримання відповідних ліцензій та дозволів; особи, які проживають в іншій країні ЄС, для отримання дозволу на придбання зброї категорії B повинні надати документи, які підтверджують, що їм дозволено володіти такою зброєю в цій країні.
Теоретичний письмовий тест, а також практичний іспит потрібно складати чеською мовою. До 31 грудня 2011 року учасникам тестування дозволялося користуватися послугами присяжного усного/письмового перекладача, але з того часу це заборонено 

### Категоризація

#### Категорії зброї
Згідно з чинним законодавством зброя, боєприпаси та деякі аксесуари до неї поділяються на чотири категорії (не плутати з типами ліцензій):
| Категорія вогнепальної зброї                                     | Тип вогнепальної зброї | Вимоги до придбання та володіння                                                                                                | Кількість                                                                        |
| Доступно для власників ліцензії на володіння вогнепальною зброєю | Доступно для власників ліцензії на володіння вогнепальною зброєю | Доступно для власників ліцензії на володіння вогнепальною зброєю                                                                | Доступно для власників ліцензії на володіння вогнепальною зброєю                 |
| ---------------------------------------------------------------- | --- | --- | -------------------------------------------------------------------------------- |
| A – Вогнепальна зброя з обмеженим доступом                       | - вогнепальна зброя калібру 20 мм і більше, призначена для стрільби боєприпасами - повністю автоматична вогнепальна зброя - небезпечна вогнепальна зброя (виготовлена або пристосована для того, щоб приховати її призначення або завдати більш серйозної шкоди, або замаскована під інші предмети), - вогнепальна зброя, виготовлена з неметалевих елементів, якщо вона не може бути ідентифікована під час контролю багажу за допомогою апаратів виявлення та ренгену - стріляюча міни-пастки, - боєприпаси з бронебійною, розривною, запалювальною чи іншою кулею з активним зарядом, за винятком сигнальних снарядів                                 | - Ліцензія на зброю - Виконання всіх вимог, а також виняткове рішення на розсуд уповноваженого органу - Реєстрація              | 744                                                                              |
| A-I – Вогнепальна зброя з обмеженим доступом                     | - автоматична вогнепальна зброя, перероблена в напівавтоматичну вогнепальну зброю - напівавтоматична вогнепальна зброя, в яку було вставлено магазин понад встановлений лімі - напівавтоматична довга вогнепальна зброя, первісно призначена для стрільби з плеча, оснащена складним, телескопічним або безінструментальним знімним прикладом, складання, телескопізація або зняття якого може зменшити її довжину до менш ніж 600 мм без шкоди для функціональності - повітряний або холостий вогонь, якщо тільки він не виконаний за спеціальним регламентом - боєприпаси, призначені для короткоствольної вогнепальної зброї з кулею, що розширюється | - Ліцензія на зброю - Виконня всіх вимог - Регістрація                                                                          | 7,041 (Категорія введена в 2021 році в рамках імплементації Директиви ЄС)        |
| B – Зброя, на яку потрібен дозвіл                                | - короткоствольна самозарядна або напівавтоматична вогнепальна зброя - коротка однозарядна або багатозарядна вогнепальна зброя - вогнепальна зброя з нарізним стволом довжиною до 280 мм - довга напівавтоматична вогнепальна зброя з магазином ємністю понад 3 патрони або зі знімним магазином - довга вогнепальна зброя з гладким стволом довжиною до 600 мм - однозарядну або багатозарядну, автоматичну або напівавтоматичну довгу вогнепальну зброю, не згадану в попередніх двох пунктах - напівавтоматична вогнепальна зброя, якщо вона схожа на повністю автоматичну вогнепальну зброю - сигнальна зброя калібром понад 16 мм                   | - Ліцензія на зброю - Виконня всіх вимог - Регістрація                                                                          | 494,229                                                                          |
| C – Зброя, що потребує реєстрації                                | - однозарядну або багаторазову нарізну вогнепальну зброю довжиною понад 280 мм - однозарядні, багатозарядні, самозарядні або напівавтоматичні довгі гвинтівки для стрільби патронами з кільцевим або центральним набоєм або патроном Лефоше, що не належать до категорії В, - пневматичні гвинтівки з дуловою енергією понад 16 Дж, крім пейнтбольних - Глушник - більше двох пострілів і повторних пострілів з вогнепальної зброї з чорним порохом | - Ліцензія на зброю - Регістрація                                                                                               | 445,102                                                                          |
| Ліцензія на вогнепальну зброю не потрібна                        | | |                                                                                  |
| C-I – Зброя, що потребує реєстрації                              | - вогнепальна зброя категорій A, A-I, B, C, яка була деактивована згідно з відповідним Регламентом ЄС. - пістолети призначені для стрільби холостими патронами - одно- або двозарядна вогнепальна зброя з чорним порохом - вогнепальна зброя під патрон Флобера, 4 мм М20 або інший патрон з аналогічною дуловою енергією, призначена для бойової підготовки - газова зброя калібром більше 6,35 мм, крім пейнтбольної - вогнепальна зброя, призначена для бойової підготовки, з дуловою енергією не більше 20 Дж - сигнальна вогнепальна зброя калібру більше 16 мм - електрошокер                                                                      | - 18 років - повна дієздатність - місце проживання в Чехії - відсутність судимостей - повна розумова дієздатність - регістрація | 2,692 (2021) (Категорія введена в 2021 році в рамках імплементації Директиви ЄС) |
| D – Зброя доступна для повнолітніх осіб старше 18 років          | - історична вогнепальна зброя - пейнтбол - газова зброя калібру менше 6,35 мм - зброя призначення для холостих патронів - деактивовану вогнепальну зброю, яка не підпадає під дію Регламенту ЄС і яка була остаточно виведена з ладу - макет зброї в розрізі - неактивні корпуси вогнепальної зброї(макет) - неактивні боєприпаси(макет) - вогнепальна зброя, не зазначена в категоріях A,A-I,B,C,C-I,D | 18 років | невизначено                                                                      |

Для володіння зброєю категорій A, A-I, B і C особа повинна отримати дозвіл на зброю (чеськ. Zbrojní průkaz). Для володіння зброєю категорії D достатньо досягти 18-річного віку. Зброю категорій A, A-I, B, C і C-I необхідно зареєструвати в поліції протягом 10 робочих днів після її придбання.

#### Інше
| Предмет                                                        | Класифікація                    | Вимоги |
| -------------------------------------------------------------- | ------------------------------- | --- |
| Ручне виготовлення патронів                                    |                                 | Дозвіл на зброю або володіння вогнепальною зброєю категорії D такого калібру                                                      |
| Чорний порох                                                   |                                 | Володіння вогнепальною зброєю з чорним порохом.                                                                                   |
| Стандартні боєприпаси                                          |                                 | - Ліцензія на зброю типу A, B, C, або - D, E типу ліцензії на зброю та вогнепальну зброю, відповідну для використання боєприпасів |
| Експансійні боєприпаси для довгоствольної вогнепальної зброї   |                                 | Дозвіл на зброю |
| Експансійні боєприпаси для короткоствольної вогнепальної зброї | A-I                             | - Дозвіл на зброю - «дозвіл на виключення» (загальний одноразовий)                                                                |
| Бронебійні, запалювальні, розривні боєприпаси                  | A                               | - Ліцензія на тип А зброї - «дозвіл на виключення» (для певного типу та кількості)                                                |
| Магазини місткістю не більше 10/20 (довга/коротка зброя)       |                                 | Немає |
| Магазини місткістю більше 10/20 (довга/коротка зброя)          | «Позалімітні магазин»           | - вогнепальна зброя категорії A-I (тільки магазини для використання у вогнепальній зброї), або - shall-issue                      |
| Глушники                                                       | Аксесуар категорії C            | - Дозвіл на зброю - Регистрация                                                                                                   |
| Тейзер                                                         | Вогнепальна зброя категорії C-I | - 18 років - повна дієздатність - місце проживання в Чехії - відсутність судимостей - повна розумова дієздатність - регістрація   |
| Лазерні приціли                                                |                                 | немає |
| Прилад нічного бачення                                         |                                 | немає |
| Механічна зброя (луки, арбалети)                               |                                 | немає |
| Холодна зброя                                                  |                                 | немає |
| Газовий балончик                                               |                                 | немає |
| Електрошоковий пристрій                                        |                                 | немає |

### Отримання вогнепальної зброї

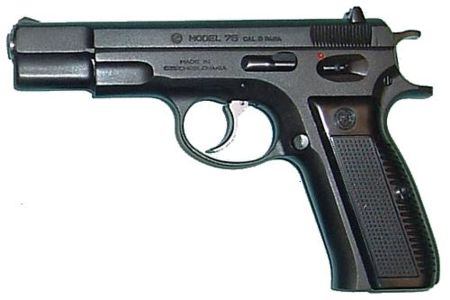
ČZ 75 є найпоширенішою вогнепальною зброєю в країні.

Вогнепальну зброю категорій A, A-I, B і C можуть купувати і володіти тільки власники ліцензій на зброю, а її передача повинна бути зареєстрована в поліції протягом 10 днів. Вогнепальна зброя категорії А може бути придбана лише з метою колекціонування, і на неї поширюється виняток у вигляді дозволу на короткоствольну зброю. Кожна зброя категорій A-I та B підлягає обов'язковому дозвільному процесу. Зброю категорії С може придбати будь-який власник ліцензії на зброю.
Вогнепальну зброю категорії C-I може придбати й володіти особа, яка досягла 18 років, має повну дієздатність, місце проживання в Чехії, не має судимості за окремі кримінальні злочини, повну психічну дієздатність. Передача зброї повинна бути зареєстрована в поліції протягом 10 днів.
Вогнепальна зброя категорії D доступна всім, хто досяг 18-річного віку, і не підлягає реєстрації.
Закон не встановлює обмежень на кількість зброї у власності. Закон встановлює вимоги щодо безпечного зберігання для тих, хто володіє більше ніж двома одиницями зброї або більше ніж 500 набоями до неї. Додаткові вимоги щодо безпечного зберігання передбачені для власників понад 10 та понад 20 одиниць вогнепальної зброї 
Володіння вогнепальною зброєю, яка не належить до категорії D або C-I, без ліцензії на зброю (а також продаж, виготовлення, придбання тощо) є кримінальним злочином, за який передбачено покарання у вигляді позбавлення волі на строк до двох років (до восьми років у певних випадках)

### Використання вогнепальної зброї та тирів
Стрільба дозволена лише в межах ліцензованих стрілецьких полігонів або у випадках, коли це дозволено спеціальними законами, наприклад, полювання або самооборона.
Допускається також стрільба з холостих патронів або сигнальної зброї, якщо це не загрожує життю, здоров'ю та громадському порядку.
Для відвідувачів відкрито близько двохсот місць. Відвідати такий тир і постріляти з наявної зброї може будь-яка повнолітня особа. Особа, яка не має ліцензії на зброю, повинна перебувати під наглядом (якщо їй менше 18 років, то під наглядом особи віком від 21 року, яка має ліцензію на зброю щонайменше 3 роки).

### Правила відкритого та прихованого носіння
Сейфи для цивільної вогнепальної зброї в будівлі суду в Празі. У приміщенні суду заборонено носити будь-яку зброю. Відвідувачі можуть залишити свою вогнепальну зброю в сейфах при вході, перед тим, як пройти перевірку на безпеку, як в аеропорту.

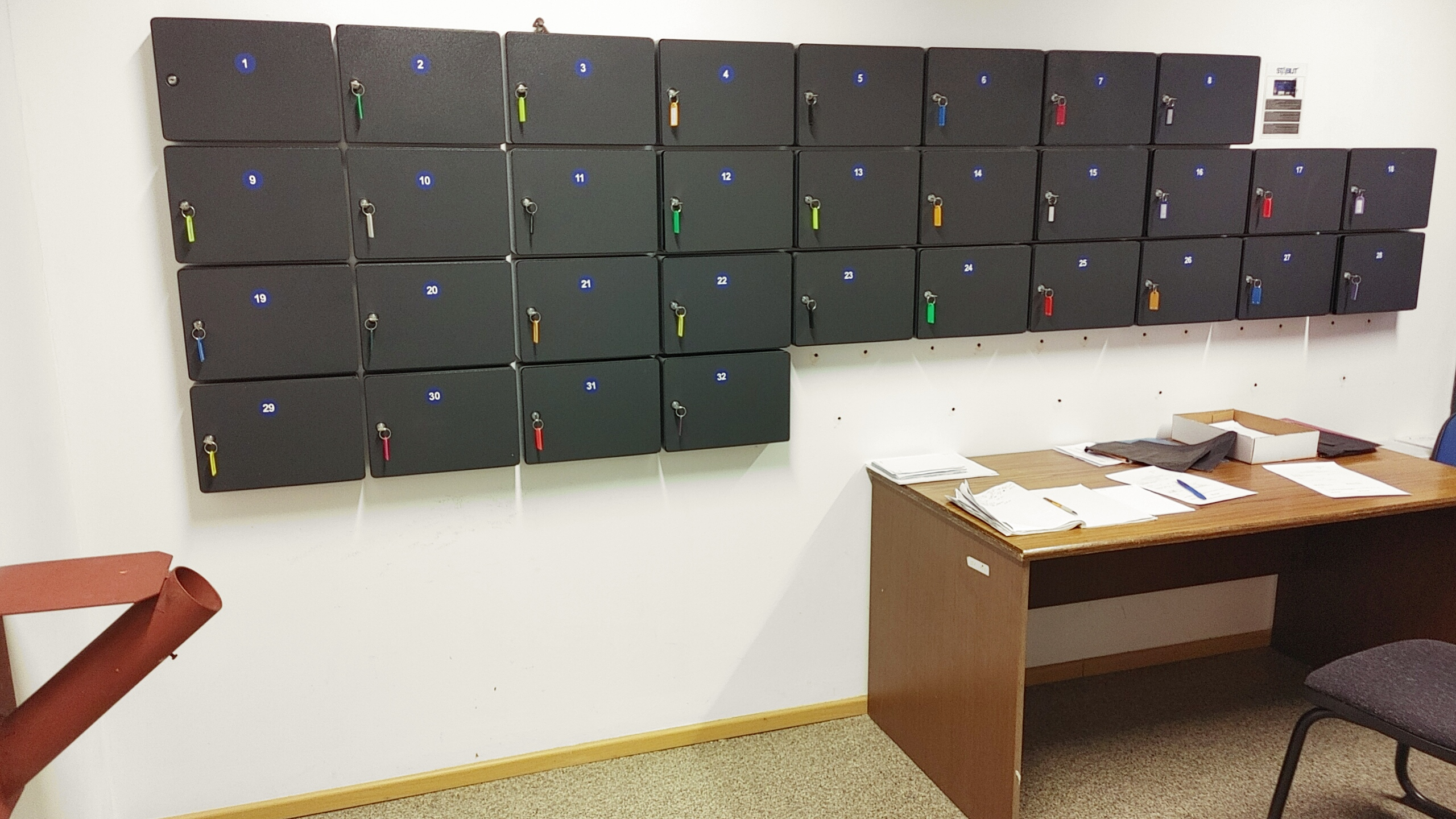
Сейфи для цивільної вогнепальної зброї в будівлі суду в Празі. У приміщенні суду заборонено носити будь-яку зброю. Відвідувачі можуть залишити свою вогнепальну зброю в сейфах при вході, перед тим, як пройти перевірку безпечності, як в аеропорту.

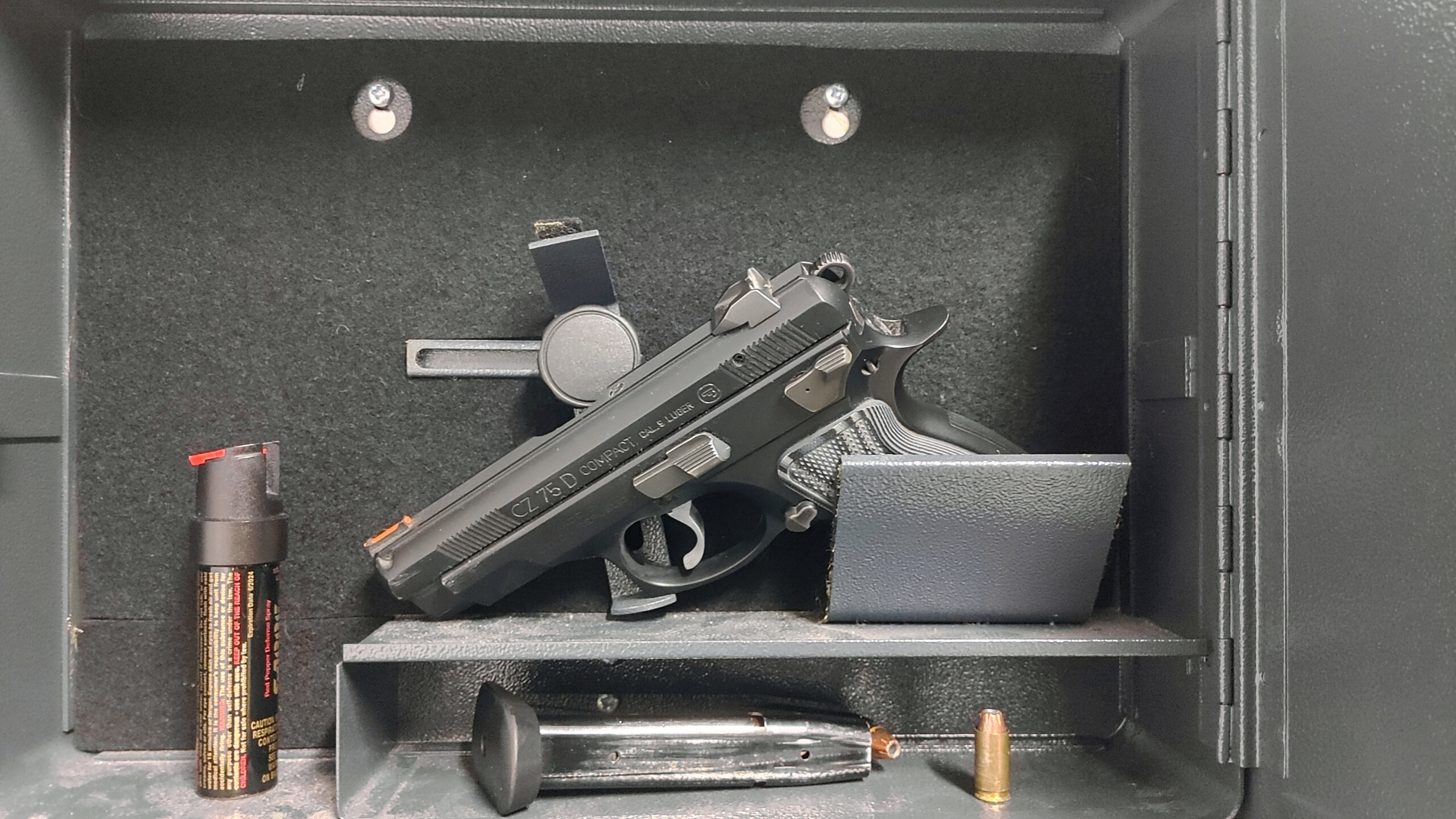
Незаряджений пістолет відвідувача та перцевий балончик у сейфі для зброї в будівлі суду

Правила носіння вогнепальної зброї були переглянуті 30 січня 2021 року, що дозволило більш гнучко підходити до відкритого носіння зброї під час спеціальних заходів, де відкрите носіння вважається звичайною справою, наприклад, під час військової реконструкції (включаючи переміщення підрозділів в історичній формі між місцями проведення реконструкції) та спортивних змагань (наприклад, біатлону).
- Неліцензійна зброя
  - Приховане носіння : Вогнепальну зброю категорій D і CI (наприклад, пороховий дерринджер або газовий пістолет) необхідно обов'язково носити прихованим способом.
  - Відкрите носіння : Подібні правила, що й у випадку власників ліцензії на зброю.
- Власники ліцензій на зброю типу A, B, C :[78]
  - Загальне правило : вогнепальна зброя повинна транспортуватися розрядженою та в закритому контейнері.
  - Відкрите носіння у загальнодоступних місцях можливе за умови дотримання всіх наступних умов:
    - вогнепальна зброя розряджена
    - це здійснюється в контексті здійснення діяльності, яка включає стрільбу або подібне поводження зі зброєю та боєприпасами, правила якої дозволяють власнику ліцензії на зброю відкрито носити вогнепальну зброю
    - це дозволено щодо обраного транспортного засобу; під час користування громадським транспортом вогнепальна зброя завжди повинна бути в закритому контейнері
    - це може вважатися відповідним у місцевих умовах і в рамках даної діяльності
    - не порушує громадський порядок.

  - Відкрите носіння зарядженої довгоствольної зброї можливе в межах мисливських угідь.
- Власники ліцензій на зброю типу D, E :[79]
  - Приховане носіння : до двох одиниць вогнепальної зброї (зарядженої, з патронником).
  - Відкрите носіння в приватних приміщеннях : Закон про вогнепальну зброю визначає наявність вогнепальної зброї в « житлових або комерційних приміщеннях або в межах чітко відмежованої нерухомості за згодою власника або орендаря зазначених приміщень або нерухомості » як володіння, а не носіння в юридичному значенні терміну. Таким чином, власники чи орендарі чітко розмежованих приватних, загальнодоступних об’єктів власності можуть дозволити фактичне відкрите перенесення в межах своїх приміщень.[80]
- Власники ліцензії на зброю типу D, які працюють у муніципальній поліції або Чеському національному банку під час виконання службових обов’язків :[79]
  - Відкрите носіння : до двох одиниць вогнепальної зброї (зарядженої, з патронником).

Забороняється носіння та транспортування вогнепальної зброї зі встановленим глушником.
Носіння вогнепальної зброї в стані алкогольного сп'яніння є незаконним і може призвести до великих штрафів та втрати ліцензії на зброю. Поліція часто проводить тести на стан сп'яніння мисливців, що ходять на полювання.
Закон не містить жодних положень про «зони, вільні від зброї», окрім загальної заборони на носіння вогнепальної зброї під час протестів і демонстрацій. Органи державної влади, які запроваджують і практично застосовують заборону на носіння вогнепальної зброї на своїй території, юридично зобов'язані забезпечити можливість зберігання короткоствольної вогнепальної зброї при вході (або в сейфі, що відповідає вимогам Закону про вогнепальну зброю, або у співробітника поліції).
Чехія - дуже безпечна країна: Прага, з найвищим рівнем злочинності в країні, як і раніше вважається однією з найбезпечніших столиць Європейського Союзу. Враховуючи кількість виданих ліцензій типу «Е», понад 260 000 людей можуть легально носити вогнепальну зброю для самозахисту, з яких понад 210 000 осіб фактично роблять це, згідно з опитуванням 2024 року.

### Обмеження щодо патронів і магазинів

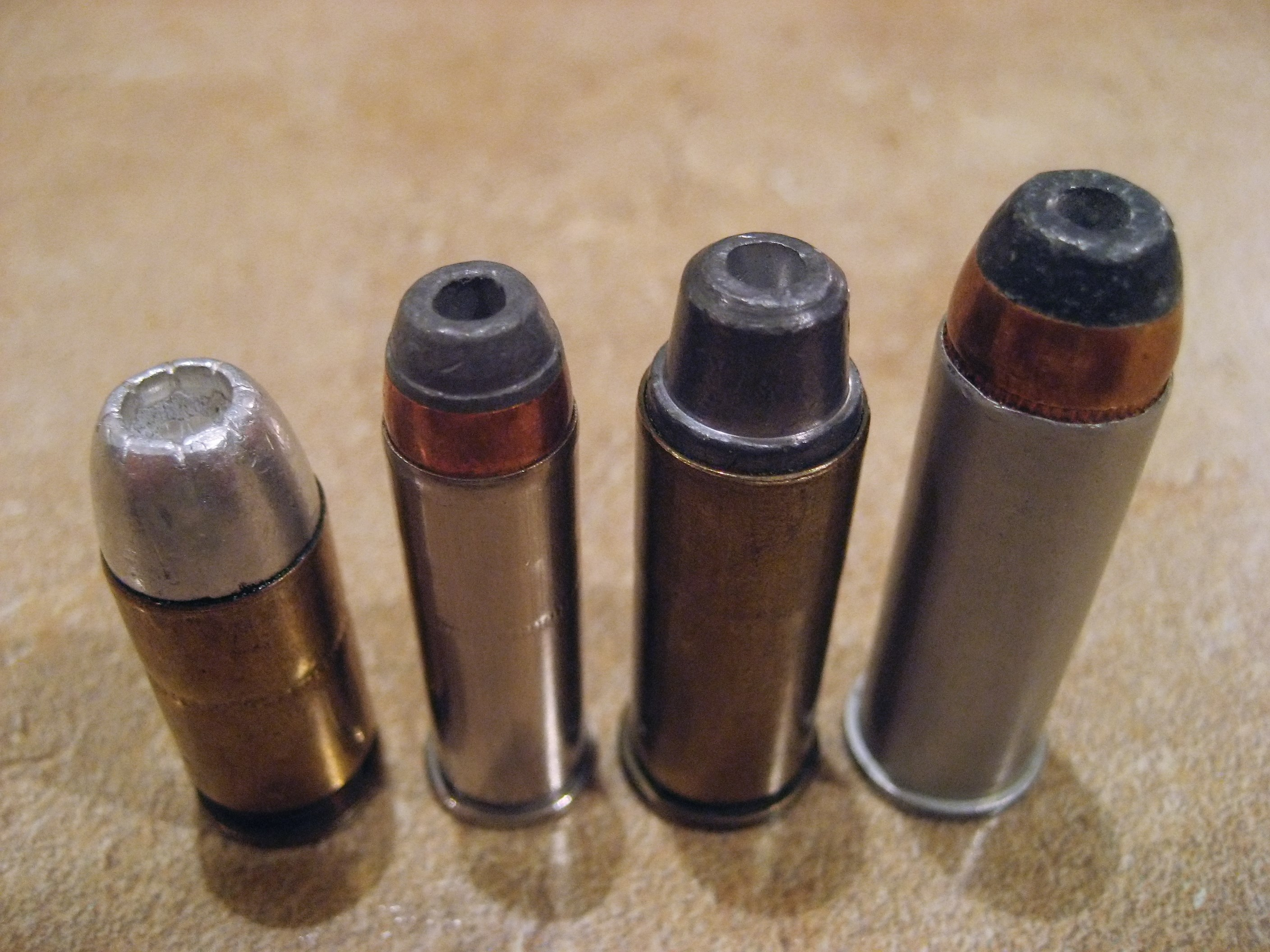
Боєприпаси з порожнистим наконечником можуть використовуватися в короткій вогнепальній зброї за умови отримання дозволу на виключення, і не регулюються для використання в довгоствольній вогнепальній зброї.

Боєприпаси може придбати лише власник ліцензії на зброю. Власники історичної вогнепальної зброї (категорія D) також можуть придбати боєприпаси, придатні для їхньої зброї, без додаткової ліцензії на зброю.
Високопроникаючі (бронебійні) боєприпаси відносяться до категорії А.
Експансійні кулі для короткоствольної вогнепальної зброї відносяться до категорії A-I і доступні за умови отримання дозволу на дозвіл. Для довгоствольної вогнепальної зброї, експансійні кулі розглядаються так само, як і інші типи боєприпасів.
Обмежень щодо типу калібру немає, однак вогнепальна зброя калібром більше 20 мм (крім сигнальної) відноситься до категорії А. Особливі вимоги щодо безпечного зберігання застосовуються до людини що володіє зброю, а також яка має більше 500, 10 000 і 20 000 патронів.
У січні 2021 року зміни до Закону про вогнепальну зброю, внесені у зв'язку із забороною на вогнепальну зброю в ЄС, запровадили нову категорію «понадлімітних магазинів», тобто магазинів, що вміщують більше 10/20 набоїв для довгоствольної/короткоствольної зброї. Вони можуть використовуватися у вогнепальній зброї категорії В за умови отримання дозволу на виняток; закон не має зворотньої сили й для всіх тих, хто вже мав ці магазини до них використовується дідова політика.

### Ліцензії на ведення бізнесу з вогнепальною зброєю
Ліцензії на зброю, еквівалентна ліцензії на ведення бізнесу з вогнепальною зброєю. Поділяються на 11 типів.
- A – Розробка або виробництво вогнепальної зброї/боєприпасів
- B – Ремонт, модифікація або деактивація вогнепальної зброї/боєприпасів
- C – Купівля та продаж вогнепальної зброї/боєприпасів
- D – Оренда та зберігання вогнепальної зброї/боєприпасів
- E – Дезактивація або знищення зброї/боєприпасів
- F – Навчання поводженню та використанню вогнепальної зброї/боєприпасів
- G – Забезпечення безпеки осіб/майна.
- H – Культурна, спортивна та стрілецька діяльність.
- I – Збір та демонстрація вогнепальної зброї/боєприпасів
- J – Забезпечення завдань, визначених спеціальними правовими актами.
- K – Піротехнічне обстеження (замінено ліцензію на зброю типу F у 2017 році)

## Самооборона за допомогою вогнепальної зброї

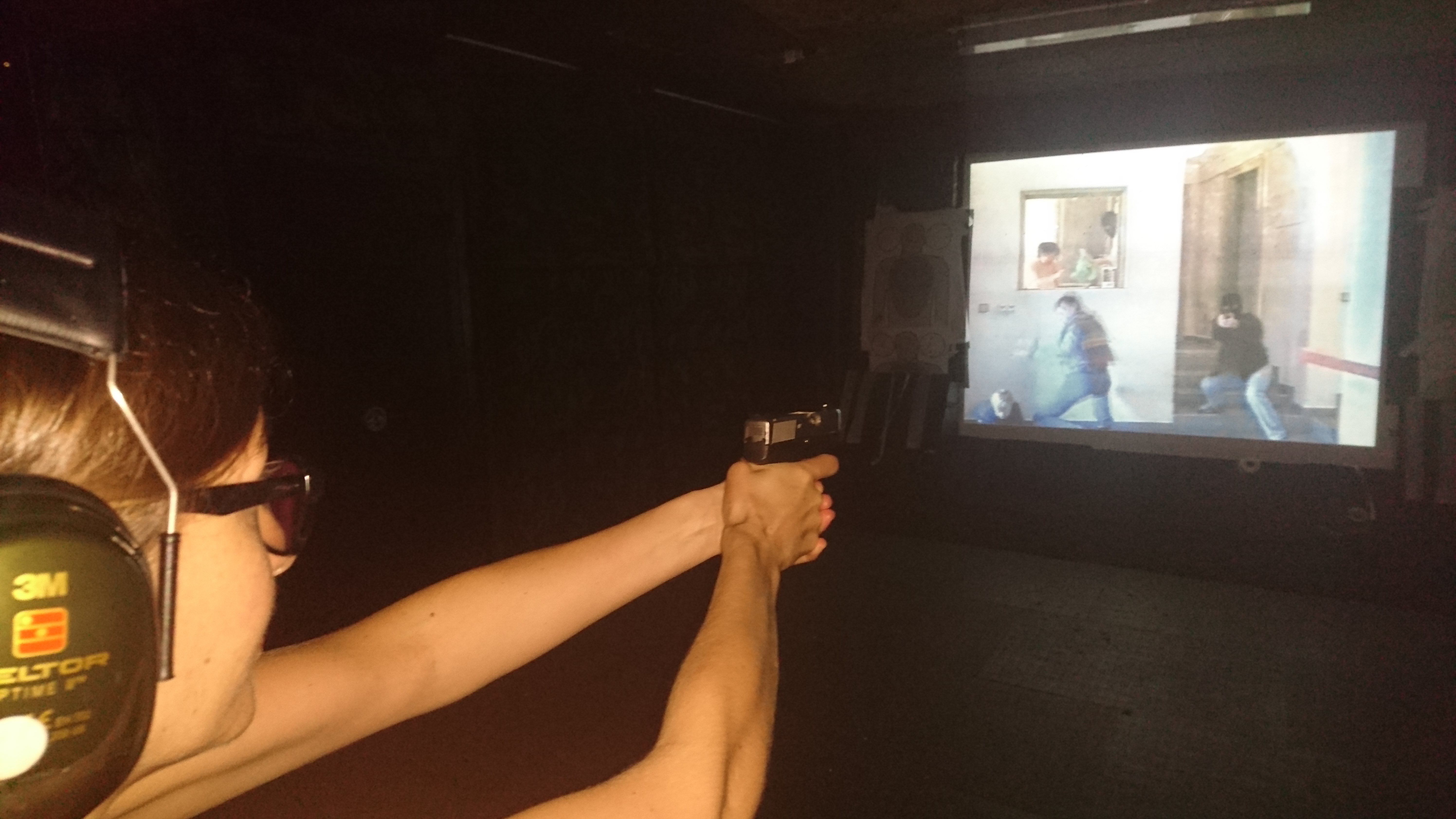
Жінка тренує реальні сценарії використання захисної зброї з бойовими патронами в тирі з стрільбою по відеомішенях в Празі, Чехія.

Чеське кримінальне право визначає самооборону (чеськ. nutná obrana буквально «необхідна оборона») як дію особи, яка відвертає напад, що триває або неминучий, і яка не є явно (букв. «очевидно грубо») непропорційною до способу нападу. Це визначення випливає зі статті 29 Закону № 40/2009 Sb. законів, Кримінального кодексу.
Самозахист вважається особистим правом людини, захищеним статтею 2(4) Конституції та статтями 2(3) і статтею 6(4) Хартії основоположних прав і свобод. Не існує спеціальних положень щодо самозахисту із застосуванням зброї. Однакові правила застосовуються у випадку неозброєного захисту або захисту з будь-яким видом зброї.
Ряд успішних випадків оборонного застосування вогнепальної або іншої зброї щороку визнаються владою законною самообороною, не викликаючи широкого громадського занепокоєння, як, наприклад, постріл бармена в нападника в Горжовіце в 2014 році або постріл власника будинку в Чиміце в агресивного грабіжника в гаражі в 2014 році.

## Культура зброї та ставлення суспільства
Міністр оборони Яна Чернохова (Січень 2024)
За статистикою, найбільш типовим власником зброї є чоловік з вищою освітою у віці 45-59 років з доходом вище середнього, який володіє трьома одиницями вогнепальної зброї та практикує її приховане носіння для самозахисту. У 2024 році 33% дорослого населення «думали» про отримання ліцензії на вогнепальну зброю категорії E (приховане носіння), як правило, з метою особистого та сімейного захисту. 49% населення вважають володіння вогнепальною зброєю корисним, тоді як 45% дотримуються протилежної думки. Сильні традиції Чехії у виробництві вогнепальної зброї та змагальній стрільбі сприяють загалом сприятливому ставленню до законності володіння зброєю.
Володіння вогнепальною зброєю було заборонено під час німецько-нацистської окупації, а потім дозволено лише тим, кого вважали лояльними за часів комуністичного режиму. Сьогодні право бути озброєним розглядається як атрибут свободи в країні. Декларація урядової політики на 2021-2025 роки зобов'язує «зберегти права законних власників зброї». 28% членів Палати депутатів чеського парламенту мають вогнепальну зброю; вважається, що деякі з них приховують її носіння навіть на території парламенту.
Країна постраждала від хвилі злочинності після Оксамитової революції 1989 року. Подальше зростання легального володіння зброєю в 1990-х роках корелювало із загальним зниженням рівня злочинності. До 2001 року близько 3% населення мали ліцензії на вогнепальну зброю. З цього моменту кількість власників ліцензій дещо зменшилася (швидше щодо ліцензій категорії «С», тоді як ліцензії категорії «Е» залишилися на тому ж рівні) аж до пропозиції ЄС про заборону зброї у 2015 році, після чого кількість власників ліцензій знову почала зростати (переважно ліцензій категорії «Е»). Поліція зафіксувала потрійне збільшення середньомісячної кількості заявок на отримання ліцензій на вогнепальну зброю наприкінці 2015 року порівняно з початком того ж року.

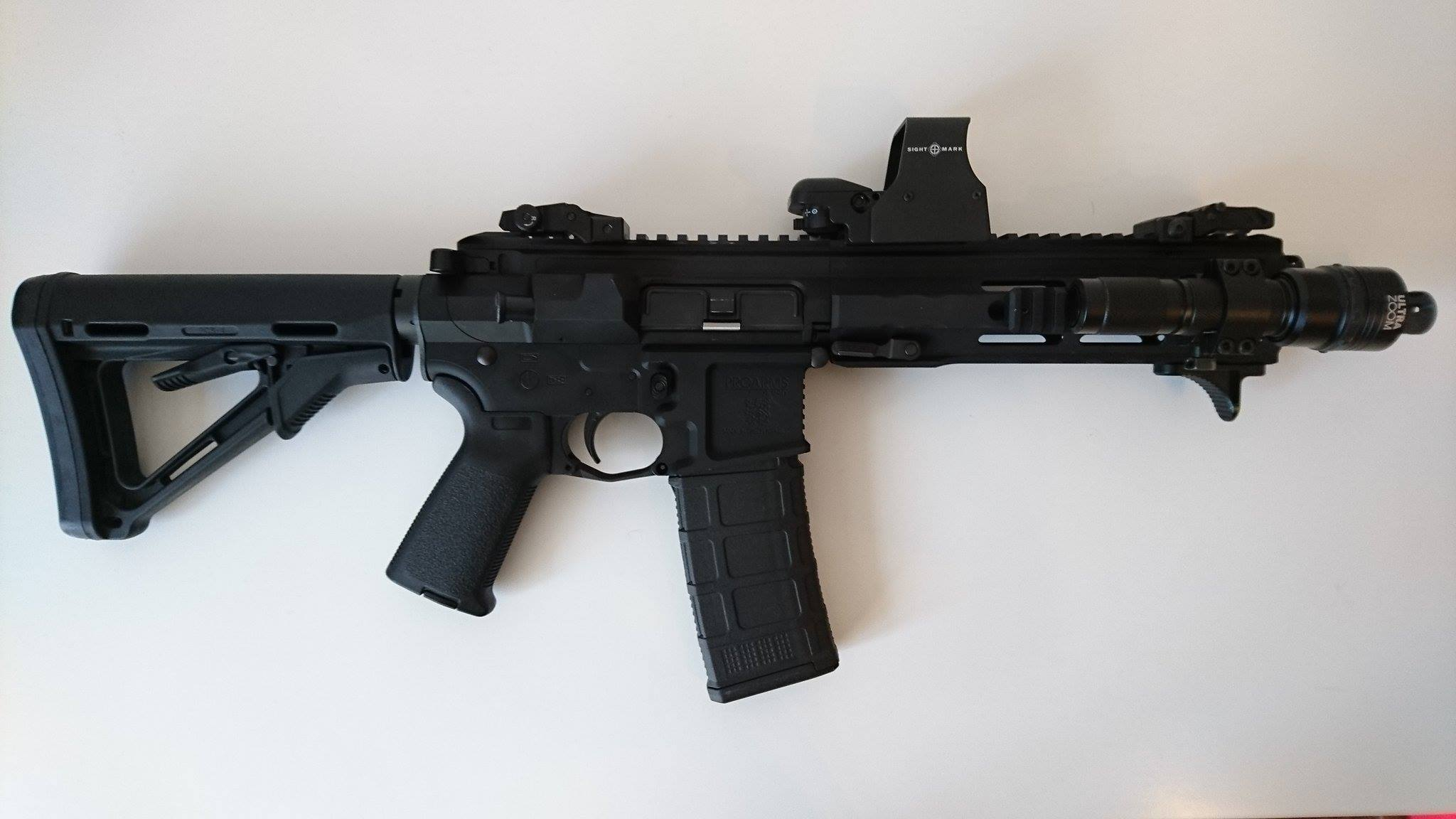
Гвинтівка PAR MK3 — похідна AR-15 місцевого виробництва, популярна як для домашнього захисту, так і для спортивної стрільби

У той час як кількість власників ліцензій зростає поступово, продажі вогнепальної зброї зростали ще швидше у 2015 році, в основному завдяки зусиллям ЄС щодо обмеження доступу законослухняних громадян до вогнепальної зброї. Середньорічний приріст кількості зареєстрованої вогнепальної зброї становив 14 500 одиниць у період з 2006 по 2014 рік, в той час як у 2015 році було зареєстровано 54 508 одиниць нової вогнепальної зброї.
260 000 з 320 000 (2024 рік) власників зброї мають ліцензії на самозахист, які дозволяють їм носити приховано вогнепальну зброю для захисту (будь-яку вогнепальну зброю категорії B або C, а не лише пістолети). 210 000 людей (2024 рік) практикують приховане носіння зброї для самозахисту. Після хвилі терористичних атак, що прокотилася Європою, низка політиків, а також професіоналів у сфері безпеки почали закликати власників зброї практикувати носіння вогнепальної зброї, щоб мати змогу зробити свій внесок у захист «м'яких» цілей. Серед них, зокрема, президент Мілош Земан, чия дружина отримала ліцензію E і револьвер,, а також Лібор Лохман, керівник URNA, головного антитерористичного спецпідрозділу країни. Є місця, відомі непропорційно високим рівнем володіння й прихованого носіння зброї, наприклад, Єврейський квартал у Празі.
На відміну від інших країн Європи, в країні відносно висока частка напівавтоматичної вогнепальної зброї, яка, як правило, вважається більш придатною для самозахисту. Найпоширенішими видами вогнепальної зброї в країні є CZ 75 Compact і Glock 17. Серед інших популярних пістолетів - клони M1911 і напівавтоматичні гвинтівки чеських виробників, особливо vz. 58 і AR-15 (яких є 5 вітчизняних виробників). Відносно менше револьверів, переважно американських виробників, таких як Smith & Wesson і Colt, або чеських виробників ALFA і Kora.

## Інциденти та вогнепальні злочини

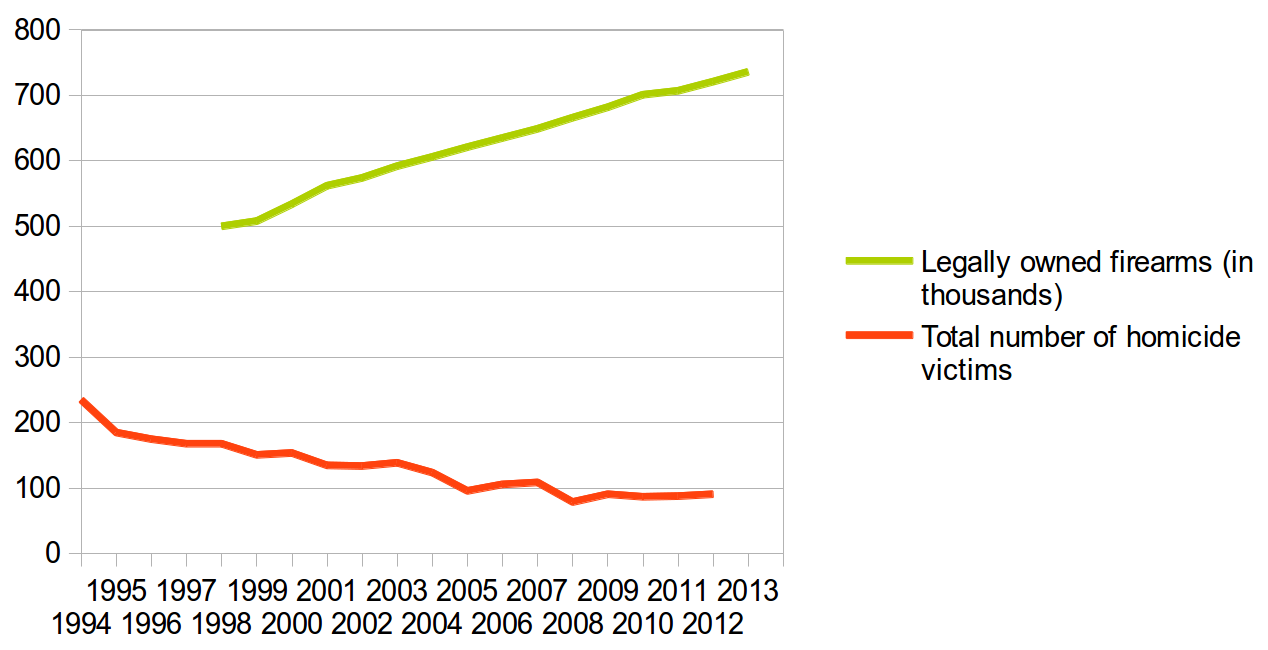
Кількість законної вогнепальної зброї в Чехії (у тисячах) і загальна кількість жертв навмисних вбивств будь-яким предметом

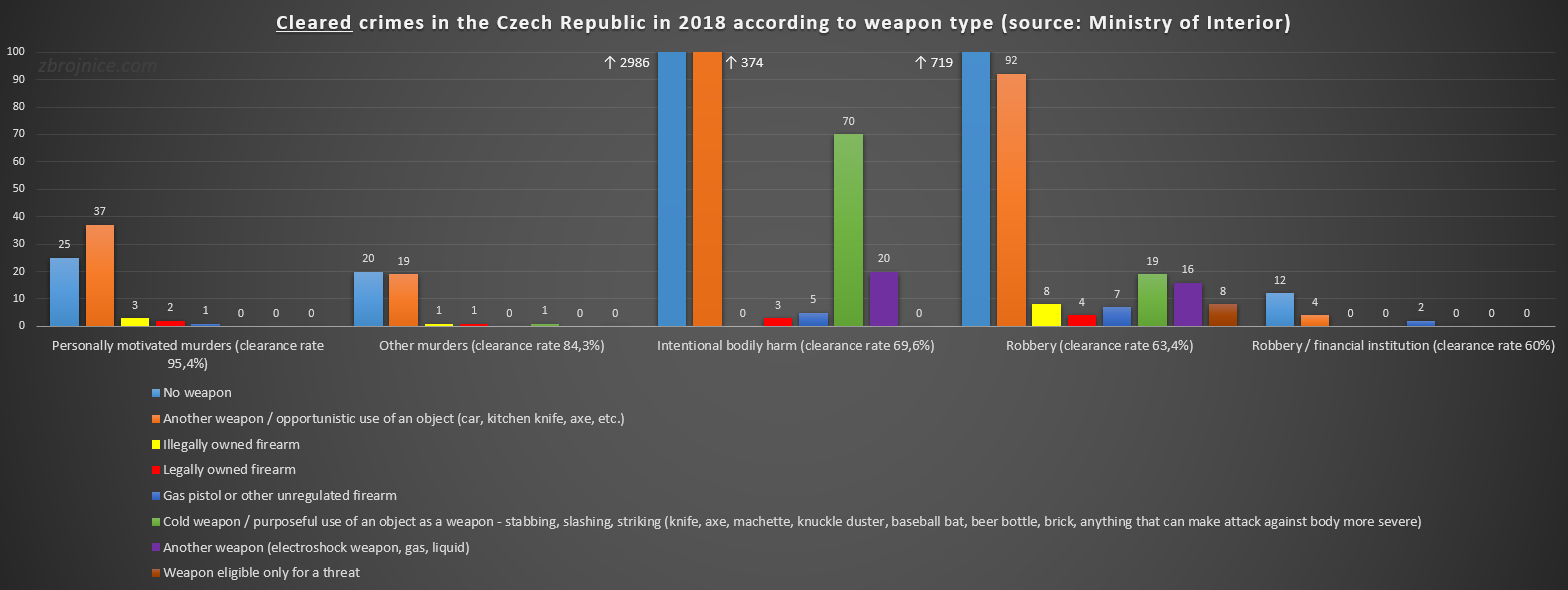
Вибрані злочини та обрана зброя злочинця (2018)

Як правило, ліцензовані власники зброї не скоюють насильницьких злочинів із застосуванням своєї зброї, а більшість злочинів із застосуванням зброї скоюються із застосуванням нелегальної зброї, яка знаходиться поза контролем закону. Щорічно поліція розслідує близько 500 випадків незаконного озброєння (з прямим зв'язком або без прямого зв'язку зі скоєнням інших злочинів).
У 2016 році поліція зафіксувала 45 насильницьких злочинів (більшість з яких, 17, були «небезпечними погрозами» і 6 вбивств, включаючи замахи, переважно внутрішньосімейні), скоєних із застосуванням легальної вогнепальної зброї (категорії А, В, С), порівняно з 71 у 2014 році і 51 у 2015 році відповідно. Водночас, у 2016 році було скоєно 71 насильницький злочин (9 убивств) із застосуванням незаконної вогнепальної зброї (категорії А, В, С). Вдаючись до застосування вогнепальної зброї, злочинці здебільшого використовують нелетальну зброю категорії D (див. вище), яку можна вільно придбати, і яка схожа на справжню зброю: у 2016 році було скоєно 906 таких злочинів. Окрім простих погроз, найпоширенішим злочином, скоєним із застосуванням вогнепальної зброї, є пограбування. З 1 500 пограбувань, зафіксованих у 2016 році, 153 відбулися із застосуванням травматичної зброї, яку можна вільно придбати у вільному продажу, 24 - із застосуванням вогнепальної зброї, якою володіють незаконно, і 3 - із застосуванням вогнепальної зброї, якою володіють законно (з понад 900 000 одиниць вогнепальної зброї, що перебуває у законному володінні).
Важливо зазначити, що чеська поліція реєструє завершені вбивства і замахи на вбивство в одній категорії. Загальна кількість застрелених людей (вбивства, дії поліції, самооборона), без розрізнення легального чи нелегального джерела зброї, реєструється CZSO. У 2016 році CZSO зафіксував 7 смертей, пов'язаних із застосуванням зброї, у 2017 році - 9, а в 2018 році - 5.
У 2018 році поліція зафіксувала три вбивства із застосуванням легальної вогнепальної зброї, включно зі спробами, одне з яких було визнано самообороною, а інше - вбивством через необережність із призначенням лише іспитового терміну, таким чином, залишилося лише одне кримінальне вбивство.
Загалом, легальна вогнепальна зброя причетна до близько 3,5% вбивств, включаючи замахи, а 7% дорослого чоловічого населення володіють нею (дорослі чоловіки несуть відповідальність за близько 90% вбивств у Чехії).
Зрідка трапляються злочини з використанням законної зброї. Найпомітніші приклади:
- 2005 « Лісовий вбивця », який планував вчинити вбивство в празькому метро, чому завадив його достроковий арешт у зв'язку з попередніми «тренувальними» вбивствами випадкових перехожих у лісі.[109] Будучи колишнім міліціонером, злочинець пройшов складну психологічну експертизу в рамках процедури відбору на службу в поліцію.[110]
- Стрілянина в Рашковице у 2013 році, де 31-річний шкільний вчитель вдерся до будинку своєї 17-річної учениці, з якою він, як стверджується, раніше мав інтимні стосунки, і застрелив ученицю та її бабусю й дідуся; злочинець пройшов психологічну експертизу, призначену його терапевтом, перед тим, як отримати ліцензію на зброю.[111][112][113]
- Стрілянина в Угерському Броді 2015 року, що призвело до введення в закон про вогнепальну зброю положення про «червоні прапорці», пов'язані з охороною здоров'я.
- 2023 Стрілянина в Празі, здійснений 24-річним імітатором "лісовонго вбивці" і студентом всесвітньої історії факультету мистецтв Карлового університету.

## Інші види зброї
Наразі не існує жодних правил щодо інших видів зброї, таких як ножі, перцеві балончики, кийки або електричні паралізатори. Ці предмети можна вільно купувати та носити. Так само, як і у випадку з вогнепальною зброєю, її заборонено проносити до будівель судів, на демонстрації та масові зібрання. Міністерство внутрішніх справ офіційно рекомендує носити з собою нелетальну зброю, таку як перцеві балончики, паралізатори(електрошокери) або газові пістолети, як засіб самозахисту.
Чеський кримінальний кодекс визначає «зброю» як «все, що може зробити напад на людину більш жорстоким». Хоча немає обмежень на володіння та носіння зброї, її використання для вчинення злочину карається більш суворим покаранням. Наприклад, за шантаж передбачено позбавлення волі на строк від шести місяців до чотирьох років, а за шантаж із застосуванням зброї - від чотирьох до восьми років.

## 2026 Повна зміна закону про зброю
На початку 2018 року було розпочато роботу над абсолютно новим законом про вогнепальну зброю з метою належної імплементації Директиви ЄС про вогнепальну зброю 2017 року. При Міністерстві внутрішніх справ було створено експертну робочу групу, до складу якої увійшли також представники громадськості. Підготовка нового законодавства призупинилася під час пандемії COVID-19, що призвело до імплементації через внесення змін до Закону «Про вогнепальну зброю» 2002 року у 2021 році. Пізніше робота над новим Законом про вогнепальну зброю відновилася, і на початку 2024 року закон був прийнятий у Палаті депутатів більшістю 151:0 і в Сенаті 66:1. Він набуде чинності 1 січня 2026 року. Нове законодавство значно краще організоване, ніж Закон про вогнепальну зброю 2002 року, до якого вносилися поправки 30 разів. Найважливішою практичною зміною в законі є перехід від системи ліцензування, коли ліцензії підлягали періодичному поновленню, до системи дозволів, коли дозволи видаються довічно. Крім того, замість п'яти типів ліцензій, закон визнає лише два класи дозволів: на відкрите носіння та приховане носіння. Законодавство також переходить до системи електронних баз даних замість колишніх фізичних ліцензій та реєстраційних карток на зброю.